# Ljudmila Ežova
Ljudmila Andreevna Ežova, coniugata Grebenkova (in russo Людмила Андреевна Ежова-Гребенкова?; 4 marzo 1982), è un'ex ginnasta russa.

## Palmarès

### Olimpiadi
- 1 medaglia:
  - 1 bronzo (Atene 2004 nel concorso a squadre)

### Mondiali
- 4 medaglie:
  - 2 argenti (Gand 2001 nel concorso a squadre; Gand 2001 nella trave di equilibrio)
  - 2 bronzi (Debrecen 2002 nelle parallele asimmetriche; Anaheim 2003 nella trave di equilibrio)

### Europei
- 4 medaglie:
  - 2 ori (Patrasso 2002 nel concorso a squadre; Patrasso 2002 nella trave di equilibrio)
  - 1 argento (San Pietroburgo 1998 nel concorso a squadre)
  - 1 bronzo (San Pietroburgo 1998 nella trave di equilibrio)

### Europei a squadre
- 1 medaglia:
  - 1 oro (Riesa 2001 nel concorso a squadre)